# Happi

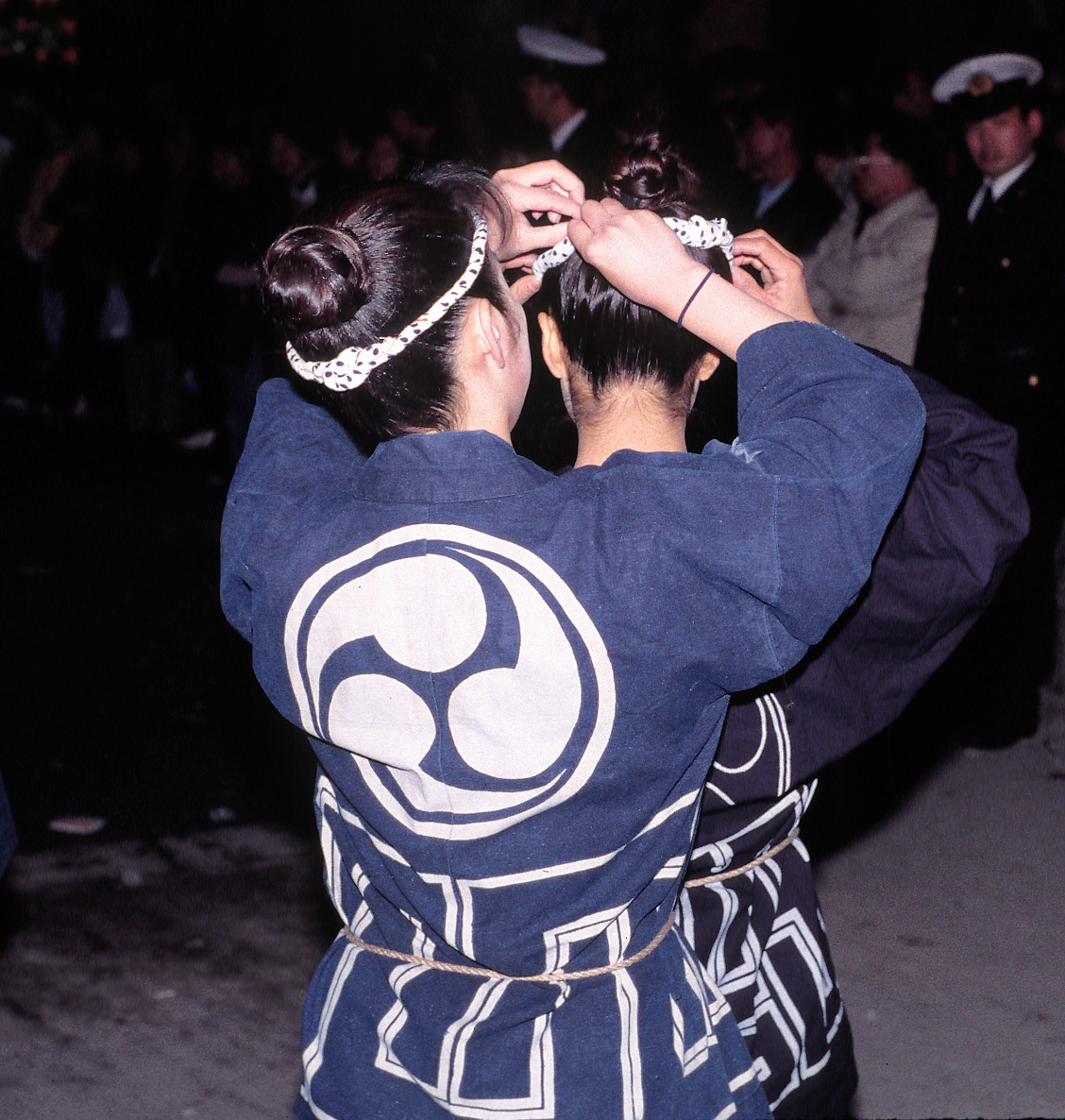
Dos mujeres con happi, donde se puede apreciar en la espalda un kamon

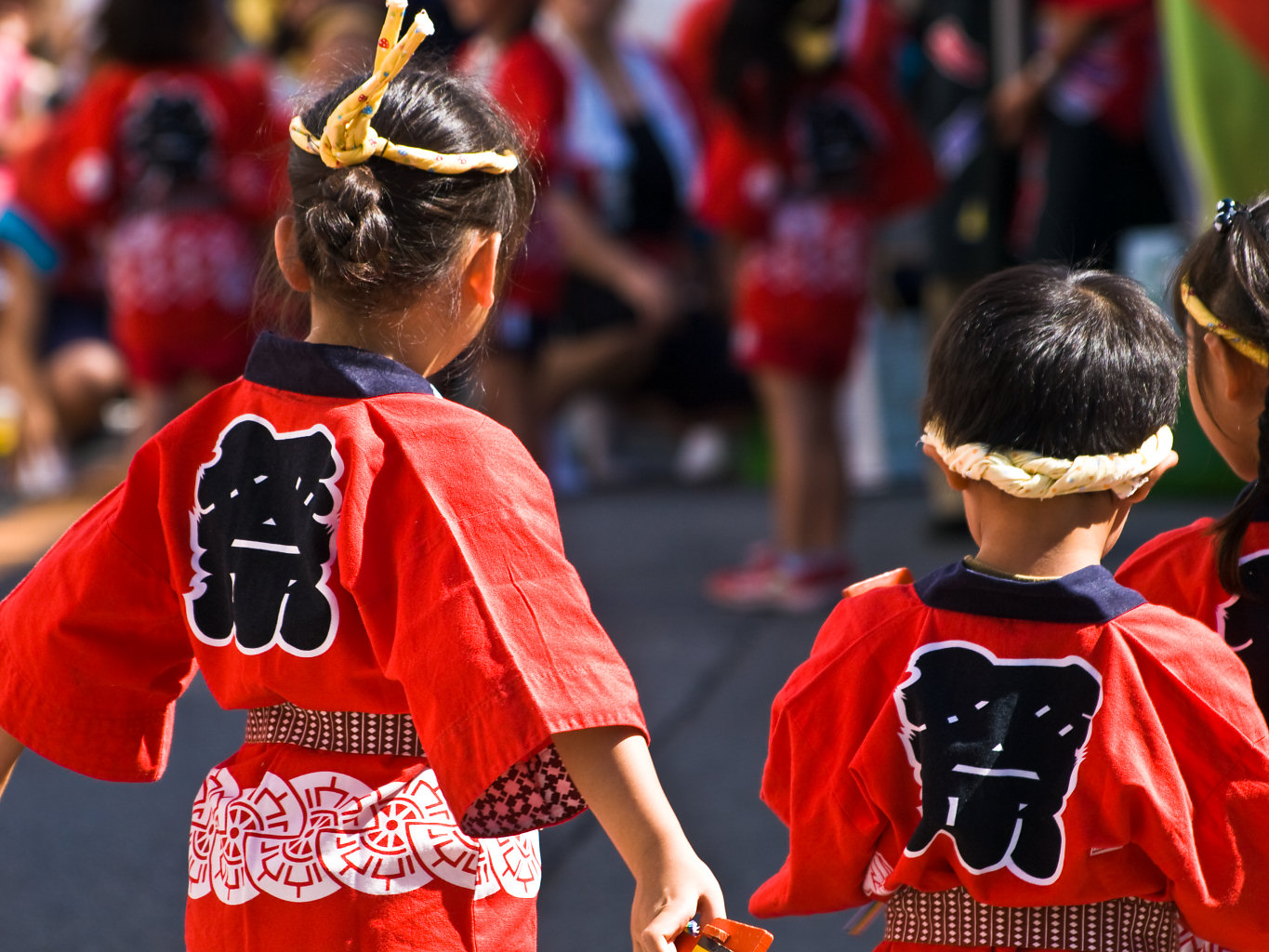
Niños con happi en un festival de yosakoi

Un happi (法被, 半被?) es una vestimenta tradicional japonesa, parecida a un abrigo. Es de manga recta y normalmente confeccionado en algodón y de color añil o marrón. Suelen llevar algún tipo de distintivo (o kamon) en la espalda. Se llevan directamente encima de un Fundoshi (ropa interior tradicional). 
Es usado en festivales, en celebraciones sintoístas o durante el yosakoi.
No se debe confundir con happy (feliz en inglés).

## Historia
Originalmente eran usados por los sirvientes de familias adineradas. Con el paso del tiempo empezaron a ser usados por diversas organizaciones o tiendas, con sus respectivos distintivos.
En el pasado también eran usados por bomberos, el distintivo de sus espaldas hacía referencia al clan al que pertenecían.